# Solenozophyllum maculatum
Solenozophyllum maculatum är en mångfotingart som beskrevs av Carl Graf Attems 1935. Solenozophyllum maculatum ingår i släktet Solenozophyllum och familjen Odontopygidae. Inga underarter finns listade i Catalogue of Life.